# Agraria Koper
Agraria Koper je ime za hrvatsku[zašto?] poljoprivrednu zadrugu čija osnovna djelatnost je nabava poljoprivrednih proizvoda te organizacija trgovačke mreže hranom u trijema općinama Koper, Izola, i Piran.

## Povijest
Agraria Koper utemeljena je u Kopru 31. prosinca 1947. pod imenom "Okrajna gospodarska zadruga Koper", i nastala je združivanjem manjih poljoprivrednika, seljačkih zadruga (kmetijske zadruge) te drugih radnih organizacija. Na primjer u Kopru i okolici u ranim 1950 oko 50% radnog stanvništva se bavilo poljprivredom i sličnim djelatnostima, i u to vrijeme postojalo je 13 zadruga s 1320 članova koji su obrađivali preko 1000 hektara zemlje. Tokom 1950-tih u Kmetijsku zadrugu Koper ulaze seoske zadruge Bertoki, Pobegi, Gračišće i Šmarje. Tokom 1960-tih u Kmetijsju zadrugu Koper ulaze Kombinat Koper, Mlekarna Dekani, Vino Koper, Avtomoto servis i Kmetijski zavod Koper.
Dne 1971. Kmetijska zadruga Koper dobiva sadašnje ime Agraria Koper s postfiksom "kmetijsko firme - predelovalni kombinat (poljoprivredno-prerađivački zadružni kombinat)"